# حمادي التونسي
حمادي التونسي (1934، فاس - 11 أكتوبر 2020، الرباط)، هو ممثل وكاتب كلمات مغربي. أحد رواد ومؤلفي الأغنية المغربية المعاصرة.

## مسيرته
أولى خطوات التونسي كانت في العام 1954 حين انضم إلى فرقة الراديو والتلفزيون المغربي، إضافة إلى انضمامه إلى فرقة المعمورة في العام 1959 وهي فرقة مسرحية تعتبر من أولى الفرق في المغرب، لكن رغم ذلك قدم أول أعماله المسرحية في ثمن الحرية عام 1957.
التونسي إضافة إلى بصماته المميزة ممثلا فهو يعتبر من أشهر كتاب الكلمات المغاربة، حيث كتب كلمات مالايقل عن 152 أغنية وتعامل مع كبار المطربين المغاربة، فقد زود الموسيقار عبد الوهاب الدكالي سنة 1959 بإحدى أنجح أغانيه وهي أغنية "يا الغادي فطوموبيل" التي ساهمت في بزوغ نجم الدكالي على الساحة الفنية، وعبد الهادي بلخياط في أغنية مافيك خير ياقلبي". 

## وفاته
الأحد 
توفي في الساعات الأولى من يوم الأحد 11 أكتوبر 2020 بمدينة الرباط، عن سن يناهز 86 سنة بعد معاناة مع المرض، حسب ما علم لدى أسرته. ووارى جثمانه الثرى بعد صلاة الظهر يوم الأحد في مقبرة لعلو بالمدينة العتيقة بالرباط.

## من أعماله
- الوصية (مسلسل) 1999.
- شوف فيا نشوف فيك (مسرحية) 1996.

- مريم، والدة يسوع (فيلم) (1999).
- فين ماشي يا موشي (فيلم) (2007).
- عندما يثمر النخيل (فيلم) 1969.
- دكتور بالعافية (فيلم) (1953).

## روابط خارجية
- حمادي التونسي على موقع IMDb (الإنجليزية)
- حمادي التونسي على موقع قاعدة بيانات الأفلام العربية
- حمادي التونسي على موقع ألو سيني (الفرنسية)
- تكريم حمادي التونسي